# Prey
『PREY』は、ファーストパーソン・シューティングゲーム。本項では2006年、2017年に発売されたものを合わせて扱う。

## 2006年版
2006年版はヒューマンヘッドスタジオ製作、2K Gamesより2006年7月にXbox 360とWindowsで発売された。日本ではXB360版がスパイク（のちのスパイク・チュンソフト）より同年12月28日に発売され、PC版が2008年2月8日に発売された。
元々1995年に3D Realms社が『Duke Nukem 3D』の次作品として製作発表したFPSであるが、スタッフの独立やエンジンの変更などが相次ぎ1999年に製作を一旦凍結。その後2002年よりヒューマンヘッドスタジオが中心となり3D Realms社はプロデューサーという形で製作が再開され、2006年に発売に至った。ゲームエンジンはDOOM3エンジンを独自に改良したものを用いている。
ゲームの舞台はアメリカから始まる。その後宇宙船そして地球に隣接された惑星規模の巨大な球体「スフィア」内へと移るが、そこはさらわれた大勢の人間、子供の他、アメリカの様々な雑貨や車、航空機など地球上から吸い上げられたものであふれ、ロックなどの音楽やアメリカからのラジオ放送なども流れている。なお「Prey」は日本語で「肉食動物に捕食される餌」という意味である。

### 登場人物
出典：
トミー
本作の主人公であるチェロキー族の青年。
タロン
トミーの相棒の鷹の精霊。
エニシ
トミーの祖父。エイリアンによって殺害されるが、魂はチェロキー族の地で生き続けている。
ジェン
トミーのガールフレンド。
ハイダー
スフィアからの脱出を目的としている集団。

### システム
本作には一般的なFPSには見られない次のようなシステムが盛り込まれている。
スピリットウォーク
いわゆる幽体離脱。肉体から離れ普通であれば行けない様な場所にも行く事が出来る。
デスウォーク
本作においてゲームオーバーは無く、たとえ死亡してもその場に何度でも復活できる。具体的には、死ぬと死後の世界に向かうが、そこでデスレイスという浮遊体を弓矢で仕留める事で現世に戻る事が出来る。その際、体力などの回復量はデスレイスを仕留めた数に比例する。
ウォールウォーク
特定の床は、重力に関係なく続く限り歩く事が出来る。結果的に天井や壁を歩く事にもなるが、重力自体は存在するため、床から足を離した瞬間に重力方向へ落下する。例えば、天井を歩いている際にジャンプすると、その下の床に落ちる。
重力制御
ウォールウォーク以外に、重力そのものをコントロールする事が出来る。これによって重力そのものが変わるので、たとえ天井でジャンプしても床に落ちる事は無い

## 2017年版
2017年版は日本ではベセスダ・ソフトワークスより2017年5月18日に発売された。
2006年版発売直後に続編の開発が決定し、その後も2012年リリース予定であるなど続報が公開されていたが、開発中止が決定。同社傘下でかつてBioShock2、Dishonoredの開発経験のあるArkane Studiosが引き継いだ。
謎の地球外生命体ティフォンにより占拠された、巨大な宇宙ステーション「タロスI」を爆破するために、主人公のモーガン・ユウは奔走することになる。ゲーム内で最初に提示される目標は爆破だが、プレイヤーの行動次第では爆破せずに済む。また爆破後の行動も生存者と供に脱出するか、タロスIと運命を共にするかも選ぶことができる。

### 登場人物
モーガン・ユウ
本作の主人公。宇宙ステーション「タロスI」で行われていた実験に参加していたが、ティフォンの襲撃によりこれらと戦う事になる。
アレックス・ユウ
モーガンの実兄にして、宇宙ステーション「タロスⅠ」の責任者の一人。モーガンと協力して「ニューロモッド」を開発する等、科学者としても重要な人物であり、ティフォンについても重要な事を知っている模様。
ティフォン
タロスIを襲撃した地球外生命体。

### 用語
ニューロモッド(Neuromod)
脳内のコネクトームをスキャンしてニューラルマップのテンプレートを作成し、それを別の脳へと書き込む技術。具体的に言えば、人の経験や技能を別の者にコピーすることができる。演奏家の脳をコピーすれば素人でもプロの演奏技術をマスターでき、外国人の脳をコピーすれば知らない言語を自由に操れる。
研究開発の大部分をユウ兄弟が担っており、中心となる技術については他の研究員に知らされてすらいない、謎が多い技術であるが、多くのアスリートやアーティストが自身の能力を後世に残そうとテンプレートの提供に協力している。
一方で、ニューロモッドで得た技能を取り消すためには、脳をニューロモッド使用直前の状態に戻すほかない（つまりニューロモッド使用後の記憶が全て失われる）という大きな欠陥がある。また、神経系がある物であれば、ヒト以外の脳をコピーすることも可能である。
タロスⅠ(Talos I)
ゲームの舞台となる、トランスター社所有の宇宙ステーション。
元はフルシチョフとケネディ主導の下に米ソが手を取り合って建造した宇宙ステーションであったが、1963年の暗殺事件が未遂に終わった事で東西緊張が高まり米国が最終的な主導権を握った。80年代のレーガン政権下における宇宙開発予算削減を受けて民間に売却され、後にトランスター社の所有物となり現在(2035年)に至る。
宇宙に存在する都合、国籍的にはグレーな位置付けであり、法的・倫理的問題のある研究の取り締まりを回避するための避難所として用いられている。